# Michaël Zemmour
Pour les articles homonymes, voir Zemmour.
Michael Zemmour, né en 1983, est un économiste, enseignant-chercheur à l’université Lyon 2 et chercheur associé à Sciences Po. Il travaille sur les systèmes et les financements de protection sociale et des services publics, et sur les politiques de redistribution, notamment des retraites. Il a une sensibilité de gauche.

## Biographie
Michaël Zemmour naît en 1983. Durant ses études, il devient militant de l'UNEF. En 2007, il est représentant des étudiants au CNOUS. En 2012, il devient docteur en économie à l'université Paris 1.

### Carrière
D'abord enseignant-chercheur au Centre d'Economie de la Sorbonne (Unité mixte de recherche 8174), il devient ensuite chercheur associé au Laboratoire interdisciplinaire d'évaluation des politiques publiques (LIEPP) de Sciences Po où il co-dirige l’axe de recherche « politiques socio-fiscales ». Depuis 2023, il est membre du Haut Conseil des finances publiques, et est employé comme enseignant-chercheur à l’université Lyon 2,.
Ses travaux portent sur les systèmes et les financements de protection sociale et des services publics, et sur les politiques de redistribution, il est notamment spécialiste des retraites.

### Prises de position et engagement politique
En 2020, il critique le transfert de la dette liée au covid sur les caisses de la Sécurité sociale et de l’Unédic. Il s'oppose en 2022 à la prime de partage de la valeur, l'accusant d'affaiblir les comptes des assurances sociales afin de provoquer leur réforme. Il s'engage dès 2022 contre la réforme des retraites du gouvernement Attal et en faveur du mouvement social s'y opposant, et donne des arguments économiques à l'opposition de gauche pour critiquer ses effets. Il qualifie le projet de « choix politique, non économique » qui « fait des perdants ».
Il estime la réforme chômage comme « très dure dans son contenu ».
En juin 2024, il soutient publiquement le Nouveau Front populaire lors des élections législatives et critique le programme économique du Rassemblement national, qu'il considère être « clairement marqué à droite ». Il conseille Lucie Castets lorsqu'elle est désignée par le NFP pour devenir potentielle Première ministre puis dans la campagne qu'elle mène pendant l'été 2024.
En mars 2025, il signe une tribune dans Le Monde appelant à soutenir le mouvement américain Stand Up For Science.,

## Publications
Il a publié plusieurs articles et ouvrages,,, dont :
- Jean-Claude Barbier, Michaël Zemmour et Bruno Théret, Le système français de protection sociale, 2021 (1re éd. 2009) (ISBN 9782348044373)
- « Politiques de l'État social » (blog), Les blogs d'Alternatives économiques,‎ depuis 2018 (lire en ligne)